# Вітрове скло
Вітровим склом називають додаткове скло для штучного створювання  вітру в салоні транспортно засобу, та для провітрювання його як  на момен руху так і під час зупинки. Наприклад, вітровим склом називали трикутне скло, яке всановлювалили  на передні дверцята ВАЗ 2101 й.т.п. Тому що технічно воно  відкривалось окремо для провітрювання й доступу бокового вітру до салону на ходу авто. Також вітрове скло іноді встановлюють у задній частині сучасних  джипів для часткового відкривання з аналогічною метою. Вітрове скло також можна побачити у верхній частині основних бокових вікон автобусів, тролейбусів, трамваїв, та іншого транспорту. Воно відкривається частіш за все переміщенням в сторону, та також служить для провітрювання, та штучного створювання вітру в салоні, окремо від підйомного скла дверцят або вікон.

## Використання
Вітрове скло захищає водія і пасажирів транспортного засобу від вітру, непогоди і дрібних частинок, таких як пил, комахи і каміння, а також забезпечує формування аеродинамічного обтікання передньої частини транспортного засобу. На вітрове скло може бути нанесено спеціальне покриття, яке відсіює шкідливе ультрафіолетове випромінювання. Тим не менш, у цьому, як правило, немає необхідності, тому що більшість вітрового скла автомобілів виготовляється з багатошарового безпечного скла. Більшість ультрафіолету-В поглинається самим склом, а ультрафіолет-В, що залишився, разом з більшою частиною ультрафіолету-А поглинається пластиком проміжного шару.
На мотоциклах основна функція полягає в захисті водія від вітру, хоча і не так якісно, як в автомобілі, в той час як на спортивних і гоночних мотоциклах основна функція — це зниження опору повітря і створення оптимальної аеродинамічної конфігурації з тілом водія.

## Безпека

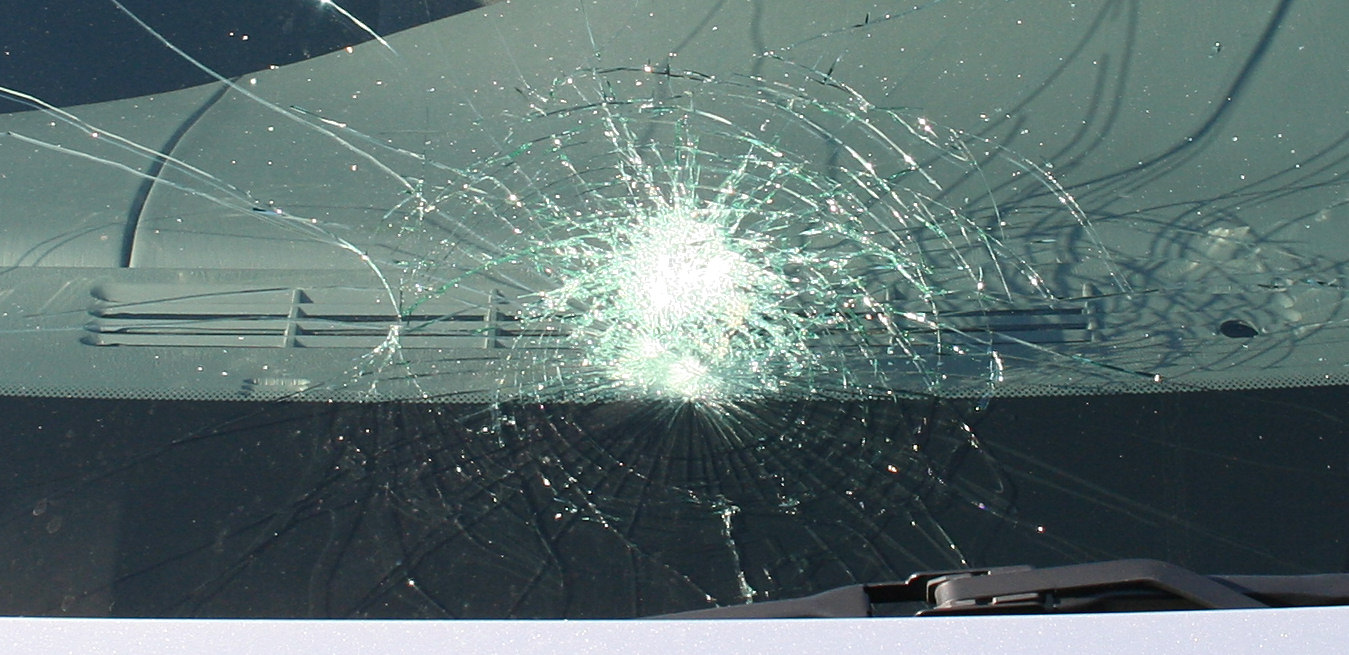
Автомобільне скло з павутинням тріщин, що характерно для безпечного скла.

Раннє вітрове скло виробляли зі звичайного віконного скла, але це призводило до серйозних травм водія та пасажира у разі аварії. Серія судових процесів призвела до розвитку спеціального вітрового скла, яке виготовлялося із загартованого скла і закріплювалося в рамі за допомогою гумового або неопренового ущільнювача. Загартоване скло розліталося на багато, в основному, нешкідливих фрагментів, в результаті удару по ньому. Однак, таке вітрове скло, могло зруйнуватись від удару простого камінця. У 1919 році Генрі Форд вирішив проблему уламків, що розлітаються, за допомогою нової французької технології ламінування скла. Вітрове скло, з використанням цього процесу, було зроблене з двох шарів скла з внутрішнім шаром целюлози. Цей внутрішній шар тримав скло разом, коли воно ламалося. Між 1919 і 1929, Форд наказав використовувати ламіноване скло на всіх його транспортних засобах.
Сучасне вклеєне вітрове скло сприяє жорсткості автомобіля, але головним поштовхом для інновацій історично була необхідність запобігання травм від гострих осколків скла. Майже всі стандарти безпеки сучасності вимагають, щоб вітрове скло залишалося цілим, навіть якщо воно ламається, за винятком випадків застосування дуже потужної сили. Правильно встановлене автомобільне вітрове скло має важливе значення для безпеки дорожнього руху, разом з дахом автомобіля вони забезпечують захист водія і пасажирів автомобіля в разі перекидання автомобіля.
Сьогоднішнє вітрове скло є пристроєм безпеки, як ремені безпеки і подушки безпеки. Монтаж вітрового здійснюється за допомогою уретану, розробленого спеціально для автомобілів. Адгезія створює молекулярний зв'язок між склом і транспортним засобом. Якщо адгезія з'єднання порушена у будь-якій точці на склі, це може призвести до зниження ефективності подушки безпеки і суттєво порушити цілісність конструкції даху.